# Ндиан
Ндиан (фр. Ndian) — один из 6 департаментов Юго-Западного региона Камеруна. Находится в западной части региона, занимая площадь в 6 626 км².
Административным центром департамента является город Мудемба (фр. Mudemba). На юге омывается Биафрским заливом, граничит с Нигерией на западе, а также департаментами: Манью (на севере), Купе-Маненгуба (на северо-востоке), Меме (на востоке и юго-востоке) и Фако (на юге).

Департамент Ндиан на карте Юго-Западного региона

На севере департамента расположена южная часть национального парка Коруп.

## Административное деление
Департамент Ндиан подразделяется на 9 коммун:
1. Бамусо (фр. Bamuso)
2. Балюэ (фр. Dikome-Balue)
3. Экондо-Тити (фр. Ekondo-Titi)
4. Идабато (фр. Idabato)
5. Исангёйль (фр. Isanguele)
6. Комбо-Абедимо (фр. Kombo-Abedimo)
7. Комбо-Мудемба (фр. Kombo-Idinti)
8. Мудемба (фр. Mudemba)
9. Токо (фр. Toko)